# Forest Park (San Luis)

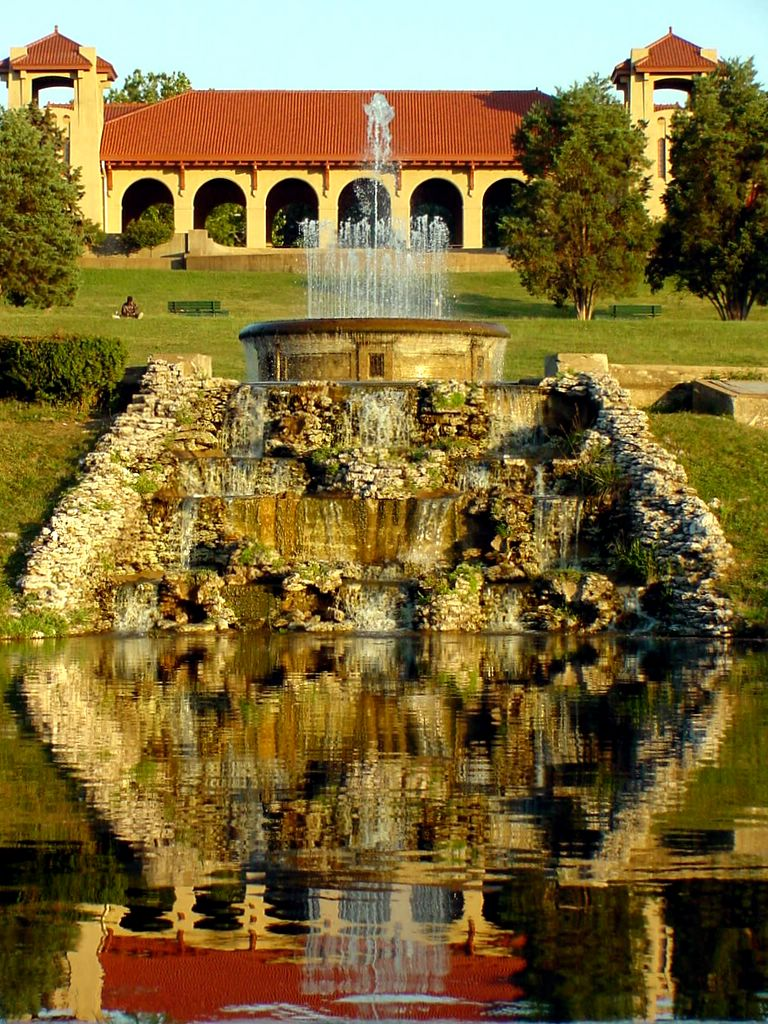
Forest Park.

Forest Park de San Luis (Misuri) fue inaugurado en 1876, en el emplazamiento de la posterior Exposición Universal de San Luis (1904). Es uno de los mayores parques urbanos creados a finales del siglo XIX, tomando como ejemplo Central Park, de Nueva York. Con 5,2 km², Forest Park es bastante más grande que Central Park.
El parque está localizado en la parte oeste de San Luis. El parque linda con el Bulevar Skinker y la Universidad Washington en San Luis por el oeste, con la carretera interestatal 64 y la Avenida Oakland por el sur, con el Bulevar Kingshighway, el Hospital judío y el Centro Médico de la Universidad de Washington por el este, y con el Bulevar Lindell por el norte.
En cierta época el Río des Peres discurrió abiertamente por el parque, pero debido a preocupaciones sanitarias fue desviado mediante tubos de madera y enterrado un metro bajo tierra poco antes de la Exposición Universal de San Luis de 1904. Sin embargo, en las zonas de los lagos como " Master Plan ", el río fue devuelto a la superficie para unir los lagos del parque.
Otros grandes parques de San Luis son el Tower Grove Park y el Carondelet Park.

## Arquitectos
El parque fue inaugurado el 24 de junio de 1876, encontrándose entonces a unos 6'4 km de la ciudad.
Maximilliam G. Kern diseño el plano original del parque. Kern también diseño el Compton Hill y la Chain of Rocks Reservoirs.
George Kessler, quien diseñó muchos parques urbanos en distintas partes de Texas y el medio-oeste estadounidenses, rediseñó el parque para que albergara la Exposición Universal de San Luis de 1904.

## Atractivos del parque
- El Parque Zoológico de San Luis.

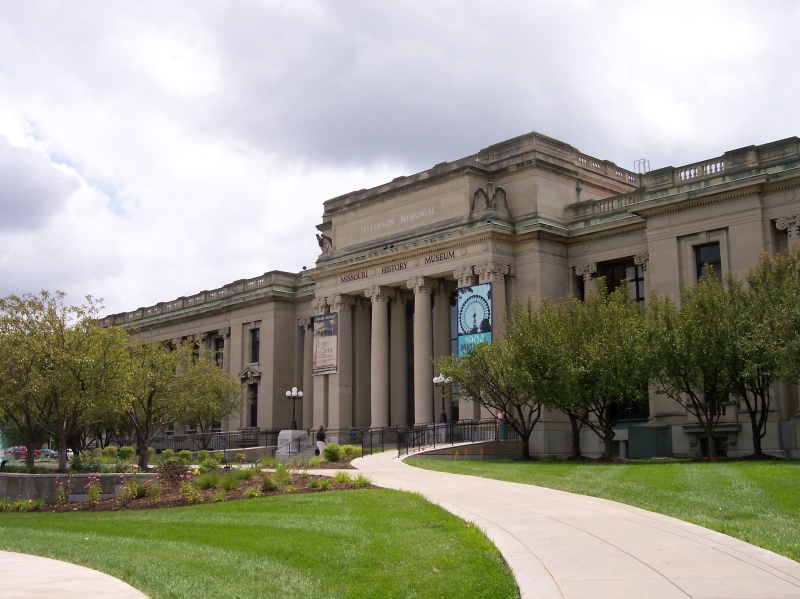
Museo de Historia de Misuri.

- The Muny, la Asociación Municipal de Ópera de San Luis.
- El Centro de Ciencias de San Luis, incluyendo el planetario McDonnell.
- El Museo de Arte de San Luis.
- El Museo de Historia de Misuri.